# Контрабандисты оружия
«Контрабандисты оружия» (англ. The Gun Runners) — фильм нуар режиссёра Дона Сигела, который вышел на экраны в 1958 году.
Это третий голливудский фильм, в основу которого положен роман Эрнеста Хемингуэя «Иметь и не иметь» (1937). Фильм рассказывает о владельце катера из Ки-Уэста, Флорида, Сэме Мартине (Оди Мёрфи), который из-за финансовых проблем и угрозы потерять катер соглашается взяться за перевозку оружия для кубинских революционеров.
Фильм получил противоречивые отзывы критики, главным образом, из-за спорного выбора Оди Мёрфи на главную роль.

## Сюжет
Бывший морской офицер Сэм Мартин (Оди Мёрфи) осел в Ки-Уэсте, Флорида, где зарабатывает на жизнь тем, что на арендованном катере возит на морскую рыбалку богатых клиентов. Однажды утром в порту к Сэму обращаются с предложением выгодной работы кубинцы Карлос Контрерас (Карлос Ромеро) и его напарник Хуан (Эдвард Колманс). Понимая, что речь идёт о какой-то незаконной транспортировке, связанной с Кубинской революцией, Сэм отказывается, так как это грозит ему жёсткими санкциями со стороны правительства. В этот момент появляется вооружённый полицейский, который собирается арестовать Карлоса и Хуана. Хуан выбивает у полицейского оружие, а Карлос бьёт его ножом, после чего кубинцы убегают. Сэм бежит на свой катер, где приказывает своему помощнику, немолодому, пьющему, но доброму и порядочному Харви (Эверетт Слоун) немедленно выходить в море. В этот день клиентом Сэма и Харви является неопытный рыбак мистер Питерсон (Джон Хардинг), который выпускает из рук дорогостоящий спиннинг, упуская крупного марлина. Разочарованные, они возвращаются в порт, где Сэм просит Питерсона заплатить ему 925 долларов за 10 дней рыбалки. Питерсон нехотя соглашается, назначая встречу вечером в гостинице. Довольный Сэм направляется в бар, где выпивает, обещая знакомому бармену Фредди (Херб Вигран) оплатить все свои долги в ближайшее время. Когда Сэм выходит из бара, на него натыкается владелец заправочной станции Арнольд (Джек Элам), требуя немедленно оплатить трёхмесячную задолженность за топливо для катера. Сэм приглашает его вечером в гостиницу, где обещает отдать ему деньги. После этого Сэм заходит домой, где обнимает и целует любимую жену Люси (Патриция Оуэнс), после чего направляется в гостиницу. Перед уходом Люси напоминает мужу о просроченных платежах за аренду катера его владельцу Саю Филипсу (Пол Бёрч). Вечером в гостинице Сэм, Харви и Арнольд видят, как полицейские выводят из лифта Питерсона в наручниках за то, что тот пытался расплатиться фальшивыми чеками. Не видя иного выхода, Сэм направляется в ломбард к Попу (Джон Куолен), закладывая часы за 20 долларов, и с этими деньгами просит Попа пропустить его в нелегальный игральный клуб, который расположен за стеной его заведения. В клубе Сэм встречает Сая, который угрожает забрать и продать катер, однако затем соглашается подождать оплату ещё некоторое время. После этого Сай пытается отговорить Сэма от игры, однако тот отказывается, после чего быстро всё проигрывает. Рядом с Сэмом играет весёлый и общительный мужчина «Папа» Ханаган (Эдди Альберт), который слышит разговор Сая и Сэма о долге за катер.
На следующее утро Ханаган в сопровождении своей подружки, шведской красавицы по имени Ева (Гита Холл) поджидает Сэма на пирсе, после чего нанимает его на полный день. Ханаган сразу расплачивается наличными, и Сэм выходит в море. После недолгой рыбалки Ханаган просит Сэма сделать остановку в Гаване, однако Сэм отказывается, объясняя это тем, что у него нет разрешения на заход в кубинские порты, и за это нарушение у него могут отобрать катер. Кроме того, появляться там опасно из-за революционных событий. Однако, когда Ханаган предлагает Сэму пять тысяч долларов за поездку на одну ночь, Сэм неохотно соглашается, говоря, что знает одно тихое местечко около Гаваны, где можно незаметно для властей пристать к берегу. Они договариваются остановиться там на несколько часов, после чего среди ночи отплывут обратно. По прибытии на Кубу Сэм ждёт Ханагана и Еву на берегу, однако в назначенное время те так и не возвращаются. Сэм направляется в Гавану, где в одном из ночных клубов находит Еву. Она говорит, что Ханаган пока занят, после чего заказывает Сэму выпить и пытается с ним заигрывать, однако тот заявляет, что любит жену. На его вопрос, почему такая красавица общается с таким старым и подозрительным типом, как Ханаган, она даёт понять, что делает это ради денег. В свою очередь, когда она спрашивает Сэма, почему он не отплыл в назначенное время, он также отвечает, что хочет получить вторые 2500 долларов. После этого Сэм уходит, заявляя, что через час он отплывает.
Тем временем в одном из кабинетов клуба Ханаган ведёт переговоры с представителями кубинских повстанцев о поставке им оружия. Увидев образцы оружия, кубинцы платят Ханагану аванс в размере 10 тысяч долларов, обещая выплатить остальное после получения товара на Кубе. Ханаган специально обговаривает, что доставит товар на своём катере, на что революционеры соглашаются, сообщая, что их представитель Карлос свяжется с ним в Ки-Уэсте, и после погрузки и выхода в море укажет место поставки груза на Кубе. После завершения переговоров Ханаган с Евой на автомобиле отправляется в порт, где их ожидает катер. По дороге машину останавливает военный патрульный с целью проверки документов. Ханаган пытается откупиться от него деньгами, но когда тот отказывается, Ханаган хладнокровно стреляет в него и требует от водителя продолжить путь. В порту Ханаган расправляется с водителем, после чего они с Евой бегут на катер и требуют, чтобы Сэм немедленно отплывал. Выйдя в море, Сэм требует вторую часть оплаты, однако Ханаган угрожающе достаёт пистолет. В этот момент Сэм резко останавливает катер, так как увидел невдалеке кубинский корабль береговой охраны. После того, как корабль проходит мимо, Сэм получает от Ханагана деньги и продолжает путь.
Вернувшись в Ки-Уэст, Сэм обнимает и целует жену, после чего направляется в бар, где возвращает долг Фредди и просит его передать Арнольду деньги, которые задолжал за топливо. В баре Сэм заказывает маленький кабинет, где обнимается и целуется с Люси, после чего они танцуют в зале. В этот момент появляется представитель Береговой охраны, который увозит Сэма в штаб на беседу с начальником охраны Уолшем (Тед Жак). Выясняется, что Уолш допрашивает капитанов всех катеров в связи с тем, что какой-то американский катер пристал к кубинскому берегу, после чего произошли два убийства. Сэм приходит в шок от убийств, однако не сознаётся в том, что был на Кубе. Харви, которого также допросили, ничего не помнит, так как был пьян и проспал всю дорогу в каюте. Утром Ева приходит на пирс, предлагая ещё раз поработать на Ханагана, однако Сэм отказывается. Тогда она сообщает, что Ханаган купил его катер и может забрать его в любой момент. Возмущённый Сэм направляется к Саю, который подтверждает, что продал катер Ханагану, который предложил хорошие деньги. Сэм возвращается на катер, где его встречает помощник шерифа с решением о передаче катера новому собственнику, и требует Сэма отдать ключи. Сэм направляется к Попу, прося у него в долг 2 тысячи долларов, чтобы выкупить катер, однако ростовщик отказывает ему. Подавленный Сэм возвращается домой, и не может уснуть всю ночь. Под утро он сообщает жене, что собирается принять предложение Ханагана, и Люси поддерживает его.
Утром Сэм приходит в гостиницу к Ханагану, который предлагает сделку. Он готов отдать ему катер и заплатить ещё 5000 долларов, если Сэм согласиться в течение трёх дней поработать на катере по его программе, однако при этом просит, чтобы Харви на борту не было. Сэм понимает, что дело скорее всего носит криминальный характер, однако ради сохранения катера соглашается на условия Ханагана. Сэм возвращается домой, сообщая жене, что получил заказ на три дня, после чего даёт Харви денег, чтобы тот купил новые снасти взамен тех, которые упустил Питерсон. Такое поручение вызывает подозрение как у Люси, так и у самого Харви, который незаметно пробирается на катер и прячется в машинном отделении. Перед уходом Люси достаёт из тайника и даёт Сэму автоматическую винтовку, напоминая ему, что во время их предыдущего плавания было совершено два убийства. Поднявшись на катер, Сэм прячет винтовку в машинном отделении, не замечая Харви. Вскоре на борт поднимаются Ханаган и Карлос, и Ханаган даёт указание плыть на дальний конец острова, чтобы забрать груз и пару парней. Некоторое время спустя они причаливают в уединённом месте, где их ожидает военный грузовик. Четверо человек быстро перегружают на борт катера тяжёлые ящики, в одном из которых видны автоматы. Катер забирает также на борт двух человек, включая партнёра Ханагана по имени Бузурки (Ричард Джекел), и отплывает в море.
Лишь после этого Карлос достаёт карту, показывая Сэму точку на кубинском побережье, куда они должны прибыть. Некоторое время спустя, когда Ханаган со своими людьми отдыхает на корме, Карлос спускается в трюм, чтобы проверить содержимое ящиков. Вскрыв первый ящик, Карлос видит там арматуру и камни. Это замечает Бузурки, который убивает Карлоса и вместе с сообщником выбрасывает его тело в море, а Ханаган даёт Сэму приказание прибавить ход. Он откровенно рассказывает Сэму, что и не собирался поставлять оружие революционерам. Ему надо было лишь узнать место, где его будет ждать покупатель с деньгами. Ханаган собирался просто забрать у покупателя деньги и сразу же сбежать на катере. В этот момент из своего убежища выбирается Харви, и, взяв одну из винтовок, пытается остановить бандитов, однако они с ним легко справляются. Когда Ханаган собирается застрелить Харви, Сэм заявляет, что тогда им придётся убить и его, после чего некому будет управлять катером. В итоге Харви запирают в маленьком отсеке в машинном отделении, и Сэм продолжает путь. Когда, наконец, на горизонте появляется кубинский берег, Сэм замечает, что бандиты утомлены и расслаблены. Он делает вид, что возникли проблемы с мотором, после чего открывает люк в машинное отделение, чтобы извлечь свою винтовку. Однако, как выясняется, Ханаган уже нашёл и забрал его оружие. В этот момент Харви прыгает за борт и плывёт к берегу. Бандиты открывают по нему огонь, требуя, чтобы Сэм подвёл катер к нему как можно ближе. Сэм следует их указаниям, однако в последний момент делает резкий вираж, в результате которого все бандиты падают. Сэм успевает схватить винтовку и застрелить всех троих бандитов, однако тяжелораненый Ханаган успевает выстрелить в Сэма, ранив его в бок. Сэм добивает Ханагана, после чего помогает Харви подняться за борт. Так как Сэм не в состоянии стоять на ногах, Харви берёт управление на себя, приводя катер в Ки-Уэст, где их ожидает Люси.

## В ролях
- Оди Мёрфи — Сэм Мартин
- Эверетт Слоун — Харви
- Эдди Альберт — Ханаган
- Патриция Оуэнс — Люси Мартин
- Карлос Ромеро — Карлос Контрерас
- Пол Бёрч — Сай Филлипс
- Джек Элам — Арнольд
- Джон Куолен — Поп, ростовщик и владелец казино
- Стивен Пек — певец и главарь повстанцев
- Ричард Джекел — «Бузурки», светлый подручный на борту
- Гита Холл — Ева

### В титрах не указаны
- Джон Хардинг — Питерсон, рыбак
- Тед Жак — коммандер Уолш
- Пегги Мэйли — блондинка в баре
- Херб Вигран — Фредди, он же «Болди», владелец бара

## Создатели фильма и исполнители главных ролей
Как пишет историк кино Брюс Эдер, «большую часть 1950-х годов Дон Сигел провёл в поисках достойного материала для реализации своих талантов, переходя от одного проекта к другому. Иногда они соответствовали его уровню (это, в частности, такие фильмы, как „Бунт в тюремном блоке № 11“ (1954), „Вторжение похитителей тел“ (1956) и „Линейка“ (1958)), иногда нет, например, „История в Аннаполисе“ (1955)». По словам Гленна Эриксона, «вскоре после „Контрабандистов“ благодаря фильмам с участием Элвиса Пресли и Стива Маккуина карьера Дона Сигела поднялась на новый уровень, за которыми последовал ещё один фильм по Хемингуэю „Убийцы“ (1964) с Ли Марвином и Джоном Кассаветисом в главных ролях. Режиссёр, наконец, поднялся на самый верх с четырьмя блокбастерами с участием Клинта Иствуда. Сигел и Иствуд быстро стали друзьями, и когда Иствуд сам стал режиссёром, она часто называл Сигела своим учителем».
Как отмечает Эриксон, Оди Мёрфи начал кинокарьеру с «многообещающего дебюта в фильме Джона Хьюстона „Алый знак доблести“ (1951), однако затем мало кого смог впечатлить своим актёрским талантом, сделав тем не менее сравнительно успешную карьеру в небольших вестернах». Как отметила Лиллиан Росс в своей книге «Картина» (англ. Picture), «Хьюстон увлёкся Мёрфи, потому что тот выглядел как „прирождённый убийца“. Сигел был не менее впечатлён актёром, когда увидел, как Мёрфи обыденно крутит в баре свой кольт». Однако, по словам Эриксона, «карьера Оди Мёрфи уже шла на спад во всё более дешёвые вестерны. И такой ход его карьеры был перебит только ролью второго плана в фильме Джона Хьюстона „Непрощённая“ (1960), где он сыграл ненавидящего индейцев ковбоя. Последний раз Мёрфи появился на экране в краткой роли Джесси Джеймса в микробюджетном вестерне Бадда Беттикера „Время умирать“ (1969). Мёрфи погиб в авиакатастрофе два года спустя».

## История экранизаций романа «Иметь и не иметь»
Как отметил Брюс Эдер, это была «третья и на сегодняшний день последняя экранизация романа Эрнеста Хемингуэя „Иметь и не иметь“» после фильмов «Иметь и не иметь» (1944) и «Переломный момент» (1950).
Как написал Эриксон, фильм «Контрабандисты оружия» «был свободной интерпретацией рассказа Эрнеста Хэминуэя 1934 года „Один рейс“ (англ. One Trip Across) и последовавшего за ним романа „Иметь и не иметь“, которые рассказывали о владельце рыбацкого катера, который оказывается втянутым в незаконную перевозку иммигрантов в США». В 1944 году режиссёр Говард Хоукс впервые экранизировал роман, поставив классический фильм «Иметь и не иметь» с Хамфри Богартом и Лорен Бэколл в главных ролях. Хоукс создал собственную версию оригинальной истории Хемингуэя, поставив в центр картины «напоминающий „Касабланку“ (1942) патриотический конфликт между борцами „Свободной Франции“ и фашистами Виши на Карибском острове Мартиника». Пять лет спустя кинокомпания Warner Bros. сделала римейк под названием «Переломный момент» (1950), который поставил режиссёр Майкл Кёртис с Джоном Гарфилдом и Патрицией Нил в главных ролях. По словам Эриксона, «нуаровая версия Кёртиса перенесла место действия в Южную Калифорнию, сосредоточив внимание на экономических трудностях, с которыми сталкивается обанкротившийся рыбак Гарфилда. Чтобы не потерять свою лодку, он помогает бежать банковским грабителям».

## История создания фильма
По информации Американского института киноискусства, история, положенная в основу фильма, была основана на рассказе Эрнеста Хемингуэя «Один рейс», который был опубликован в апреле 1934 года, и который отчасти послужил основой для его романа «Иметь и не иметь» (1937). Права на экранизацию романа принадлежали кинокомпании Warner Bros., которая сняла по нему два фильма — «Иметь и не иметь» (1944) и «Переломный момент» (1950). Затем права выкупил Говард Хьюз, затем — снова Warner Bros, и в конце концов их купили Элиот Хайман и Рэй Старк, которые создали собственную продюсерскую компанию Seven Arts Productions. «Контрабандисты оружия» стал первым фильмом этой компании. Компания Seven Arts оказалась настолько успешной, что после десяти лет работы в 1967 году приобрела долю Джека Уорнера в Warner Bros., и в результате слияния компания была переименована в Warner Bros. — Seven Arts. Компания вернула старое название Warner Bros. в 1970 году после того, как её купила Kinney National Company.
Рабочими названиями фильма были «Один рейс» (англ. One Trip Across), «Контрабандисты оружия» (англ.  The Gunrunners) и «Контрабандист оружия» (англ.  The Gun Runner). Согласно информации Daily Variety от февраля 1958 года, Хемингуэй протестовал против названия «Один рейс», однако, по утверждению продюсера картины Кларенса Грина, «он даже не читал сценарий».
Американский институт киноискусства в информации о фильме сообщает также, что «Хемингуэй, который во время выхода фильма на экраны проживал на Кубе, протестовал против изменения сюжетной линии с контрабанды рома в период действия сухого закона, на контрабанду оружием во время Кубинской революции». Тем не менее, фильм вышел без каких-либо дальнейших протестов со стороны Хемингуэя.
Как предполагает Гленн Эриксон, студия Seven Arts взялась за этот проект из-за сложившейся ситуации на рынке, когда дистрибьюторам срочно потребовались недорогие картины независимых продюсеров, чтобы заполнить графики проката в кинотеатрах. Продюсером картины, бюджет которой был значительно меньше, чем у двух других киноверсий романа, студия назначила Кларенса Грина. На роль режиссёра Грин пригласил Дона Сигела, который поначалу был удивлён выбором этого фильма после двух успешных картин по тому же роману. Кроме того, как вспоминает Сигел в автобиографии «Фильм Сигела» (1996), на первой встрече с Грином он «выразил своё низкое мнение о проекте, где в качестве звезды планировался Оди Мёрфи, бывший герой войны, который стал киноактёром. Сигел считал Мёрфи слабым выбором после Богарта и Гарфилда».
Сигелу была предоставлена возможность взять своего оператора, и он остановил свой выбор на Хэле Море, который снимал две его предыдущих картины «Малыш Нельсон» (1957) и «Линейка» (1958). Кроме того, Сигел пригласил своего любимого сценариста Дениела Мейнверинга добавить в сценарий несколько остроумных фраз в духе Богарта. Как отмечает Эриксон, «Мейнверинг был мастером нуаровой иронии, написавшим сценарии таких классических фильмов», как «Из прошлого» (1947), «Беззаконие» (1950) и «Вторжение похитителей тел» (1956).
Сценаристы Мейнверинг и Пол Монаш придали фильму актуальный поворот, переместив историю в Ки-Уэст, Флорида, расположенный в непосредственной близости от Кубы. При этом, как отмечает Эриксон, «фильм не занимает никакой категоричной политической позиции в отношении происходящего на Кубе, хотя и создаёт негативный образ революционеров Кастро. Повстанцы — это типичные „десперадо“ (сорвиголовы, головорезы), которые убивают полицейских, а их идейный лидер получает удовольствие от убийства ножом». Однако в целом «создатели этого фильма используют Кубинскую революцию только как фон. Они никак не могли знать, чем закончится там борьба: фильм вышел ровно за четыре месяца до того, как Фидель Кастро победоносно вступил в Гавану».
По словам Эриксона, Сигел «с энтузиазмом воспринял кандидатуру Эдди Альберта на роль Ханагана, бандита, который убивает кубинского солдата, когда тот отказывается взять взятку», однако остался «не в восторге от остальных актёров». Он добился назначения Ричарда Джекела, который сыграл в его предыдущем фильме «Линейка», на роль жестокого революционера, который убивает Ханагана. При этом Сигел с симпатией отнёсся к темпераментной актрисе Патриции Оуэнс, которая перед этим сыграла с Марлоном Брандо в хитовой мелодраме «Сайонара» (1957).
Однако наибольшие проблемы у Сигела были с Оди Мёрфи. Как пишет Эриксон, «заметив холодность Мёрфи, Сигел собрал актёров на репетицию любовной сцены мужа и жены. Сигел увидел, что Мёрфи не хочет прикасаться к Оуэнс и даже смотреть ей в лицо». Впоследствии режиссёр вспоминал: «Пэт никак не могла его оживить. Она нежно ласкала лицо Оди, садилась ему на колени и пыталась поцеловать его. Трудно в это поверить, но я не смог добиться от Оди никакого отклика. Выворачиваясь и отворачиваясь, он умудрился ни разу не взглянуть на неё. О, Богарт и Джонни, где вы были, когда вы были так нужны мне?».
В остальном же, по мнению Эриксона, "фильм имеет более чем адекватный актёрский состав, с такими исполнителями, как Эверетт Слоун, который вопреки амплуа играет пьяного первого помощника Сэма Мартина, шведская модель Гита Холл в роли сексуальной подружки Ханагана, а также Пол Бёрч, Джек Элам и педагог актёрского мастерства Ли Страсберг в менее значимых ролях.
Хотя действие фильма происходит во Флориде и на Кубе, этот триллер со скромным бюджетом был полностью снят в Калифорнии. Сцены на воде снимались в окрестностях Ньюпорт-Бэя в Калифорнии, там же были сняты и все «кубинские сцены». По мнению Эриксона, «самое атмосферное место действия картины — это задымлённый кубинский ночной клуб с убедительной танцовщицей румбы, которая оказывается по совместительству подружкой повстанца». Остальные натурные съёмки проходили в доках Ньюпорт-Бича, где по мере необходимости вывешивались вывески на испанском языке.
Как полагает Эриксон, фильм «копирует слишком много подробностей из двух предыдущих версий, чтобы сформировать собственное лицо». Так, роковая поездка с партией автоматов для повстанцев заканчивается в открытом океане очень похоже на финал фильма «Ки-Ларго» (1948), на который, кажется, в свою очередь повлиял фильм «Иметь и не иметь» (1944).
При выпуске фильма на экраны в сентябре 1958 года его дистрибьютор, компания United Artists, сделала главный акцент в его продвижении на имя Хемингуэя, вероятно, рассчитывая выиграть от получившего мощную рекламную поддержку фильма «Старик и море» (1958) со Спенсером Трейси в главной роли. Лозунг фильма: «Горячее приключение от Хемингуэя!» был набран значительно более крупным шрифтом, чем название фильма или имя Оди Мёрфи.

## Оценка фильма критикой

### Общая оценка фильма
Фильм вызвал противоречивые оценки критики. Так, современный историк кино Брюс Эдер отметил, что «на момент выхода на экраны в 1958 году фильм был актуальным, как сегодняшние утренние новости», так как в то время самом разгаре была Кубинская революция<. По мнению Эдера, тем не менее, он стал «одной из самых грустных неудач Сигела». Фильм «предлагал зрителю многое, включая живые и реалистичные уличные съёмки», а также «жёсткий экшн, далёкий от сильно стилизованной версии Говарда Хоукса 1944 года». Однако, как полагает Эдер, «единственный недостаток картины заключался в том, что в попытках достичь реализма и избежать просчётов голливудской „картинки“, Сигел сделал фильм немного чересчур невыразительным для традиционного восприятия большинства зрителей 1958 года». По мнению критика, «на самом деле фильм не был столь уж невыразительным, однако проталкивание Мёрфи на главную роль лишило зрителей того элемента, на который они рассчитывали». Эдер отмечает, что в фильме «много жёсткости и жестокости, отчасти очень неожиданной и представленной настолько спокойно и жестоко, что было необычно для крупных фильмов того времени». В результате, по мнению Эдера, получился «фильм, опередивший время», в котором «исполнитель главной роли даёт самую лучшую (и самую недооценённую) роль поздней части своей карьеры».
Рецензент журнала TV Guide оценил картину как «увлекательный приключенческий фильм, который, с учётом задействованных сил (Сигел, Мёрфи, Мор и Хемингуэй) мог бы быть ещё лучше». По мнению Гленна Эриксона, это «одна из менее значимых картин Сигела того периода, когда он шёл к своему прорыву наверх», а Леонард Молтин оценил картину как «безликий римейк „Иметь и не иметь“, где Мёрфи оказывается вовлечённым в контрабанду оружия на Кубу». Деннис Шварц охарактеризовал картину как «невыдающийся римейк „Иметь и не иметь“,… сюжет которого перенесён в первые дни Кубинской революции». В целом, по мнению Шварца, фильм держится на уровне благодаря Сигелу и Мёрфи, при этом, хотя «об этой приключенческой истории писать особенно нечего, в ней нет и ничего того, что не нравиться».

### Оценка работы режиссёра и творческой группы
Шварц отметил «драматичный сценарий», который написал Дэниел Мейнвэринг, а Гленн Эриксон написал, что «всегда сильный в сценах экшна», Сигел обеспечил фильму «темп, опасность и экшн», особенно выделив «быструю и смертельную финальную перестрелку на катере».

### Оценка актёрской игры
По мнению Эдера, «Мёрфи изо всех сил старается не быть тенью Хамфри Богарта в роли капитана чартерного катера,… а Эдди Альберт и Эверетт Слоун делают как обычно, отличную работу».
Как полагает Эриксон, «лучшую игру в качестве очаровательного, но двуличного Ханагана выдаёт Альберт». Критик также высоко оценивает игру «соблазнительной Гиты Холл, которая придаёт своей игривой блондинке дополнительную глубину — её персонаж служит напоминанием Сэму Мартину о том, что если позволить себя купить, то это грозит тяжёлыми последствиями». Эриксон также отмечает «Патрицию Оуэнс, которая очень старается сделать персонажа Мёрфи более человечным, и, похоже, её усилия сделать его теплее достигают успеха, так он как в конце концов смотрит на неё, прикасается к ней и даже целует её». Сам же «Мёрфи симпатичен и красив, однако, несмотря на это, он не в состоянии тащить на себе весь фильм». Невольно вспоминаешь о том, что «он не актёр, когда он слишком усердно пытается быть естественным», и, кроме того, «ему мало что удаётся с ироничными фразами Даниэла Мейнверинга». Что же касается Слоуна, то он, по мнению Эриксона, «чрезмерно театрален и не вытягивает роль, которую Уолтер Бреннан сыграл сильнее».